# コスモタウンフリーモール佐伯
コスモタウンフリーモール佐伯（コスモタウンフリーモールさいき）は、大分県佐伯市にある複合商業施設である。
2006年11月10日にオープンした。

## 沿革
佐伯市市街地西部の東九州自動車道佐伯ICの近くに位置する。ただし、オープン当初は佐伯ICは未開通であり、オープンから約1年半後の2008年6月28日に開通した。
佐伯市は壽屋の創業の地であり、この敷地は当初、寿屋佐伯豊後灘ショッピングセンターとして開発され、寿屋佐伯インター店（仮称）が出店する計画であったが、壽屋の経営環境の悪化により実現しなかった。その後、マルショク、大和情報サービス及びダイア企画がデベロッパーとなり、サンリブやベスト電器をキーテナントとして開発が実現した。

## 概要
- 所在地：大分県佐伯市脇津留
- 店舗面積：20,005m2
- 駐車台数：1,078台

## 主なテナント
出店テナント全店の一覧は「大和ハウスリアルティマネジメントのページ」を参照。
- サンリブ
- 明屋書店
- ヤマダデンキ
- シュープラザ
- 西松屋
- ライトオン
- ゲオ
- 洋服の青山
- セリア
- ガスト
- coco壱番屋
- スシロー
- フェスタ - ゲームセンター、カラオケ
- ファンタジスタ
- オートバックス

## 交通
- 鉄道・バス
  - JR九州日豊本線佐伯駅より、大分バスにて約15分、コスモタウンサンリブ前停留所下車。なお2009年10月ダイヤ改正により床木線がコスモタウン経由するようになった。
  - JR九州日豊本線上岡駅より、徒歩約10分（ただし、本数極少）。
- 自動車：東九州自動車道佐伯ICまたは国道217号から、大分県道36号佐伯津久見線経由。